# La Carte majeure
 (mars 2020).
Si vous disposez d'ouvrages ou d'articles de référence ou si vous connaissez des sites web de qualité traitant du thème abordé ici, merci de compléter l'article en donnant les références utiles à sa vérifiabilité et en les liant à la section « Notes et références ».
La Carte majeure est un album de la saga Donjon, scénarisée par Lewis Trondheim et Joann Sfar. C’est le troisième tome de la sous-série Donjon Monsters. Il est dessiné par Andreas et l’histoire se passe en même temps que l’album Armaggedon de la sous-série Donjon Crépuscule, mais du point de vue d’un autre personnage.

## Annexe

### Liens Externes
Page Bédéthèque